# Сховище цивільної оборони
Сховище цивільної оборони — спеціальна споруда, призначене для захисту людей від зброї масового ураження.

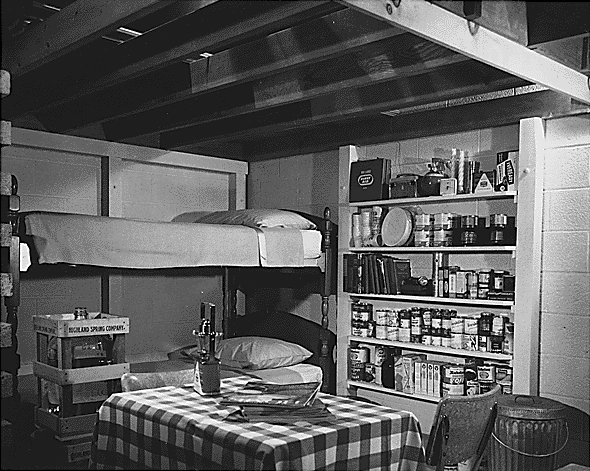
Зразкове сховище, США, 1957 рік

Українське законодавство визначає: «сховище — непроникна споруда для захисту людей, в якій протягом певного часу створюються умови, що не допускають вплив на них небезпечних факторів, які виникають внаслідок надзвичайної ситуації, воєнних (бойових) дій та терористичних актів» та відносить сховища до захисних споруд цивільного захисту.
Попередниками сховищ цивільної оборони були сховища від ураження отруйними газами початку XX століття, що захищали людей від хімічної зброї і бомбосховища 30–40-х років з переважним захистом від бомб і снарядів. Термін «сховище» щодо цивільних захисних споруд почав застосовуватися в літературі і в колі фахівців ще в довоєнний час, щоб об'єднати під одним терміном різнорідні бомбосховища та легкі споруди хімічного захисту, але по-справжньому увійшов в побут і почергово витіснив терміни «газосховище» та «бомбосховище», значно пізніше.

## Загальні відомості
Сховища повинні забезпечувати можливість безперервного перебування в них укритих людей протягом двох діб. За ступенем захисту від дії хвилі удару ядерного вибуху сховища розділяються на I, II, III і IV класи.
Нормативний клас сховищ залежить від групи міста, категорії суб'єкта господарської діяльності і місця розташування об'єкту. Водночас, радіус збору укривання людей приймається у разі забудови території одноповерховими будинками — 500 м, а багатоповерховими будинками — 400 м.
За умовами зведення, сховища можуть бути: які завчасно зводяться в мирний час або такі, які швидко будуються з уведенням повної готовності цивільної оборони. Сховища, які завчасно будуються в мирний час, проєктуються, здебільшого, вбудованими в підвальні поверхи споруд і будинків. За неможливості створення вбудованих сховищ, допускається будівництво окремо розташованих сховищ.
У мирний час сховища повинні використовуватися в інтересах суб'єкта господарської діяльності та обслуговування населення. Місткість сховищ за типовими проєктами становить: 100, 150, 300, 450, 600, 750, 900, 1200,1500, 1800 і більше чоловік.

## Класифікація
Сховища класифікуються за:
- захисними властивостям;
- місткістю;
- місцем розташування (вбудовані та окремо розташовані);
- забезпеченням фільтровентиляційним обладнанням (з обладнанням промислового виготовлення; з обладнанням, виготовленим з підручних матеріалів);
- часом зведення (побудовані завчасно; швидкозбудовані);
- призначенням (для захисту населення; для розміщення органів управління тощо).

## Об'ємно-планувальне рішення

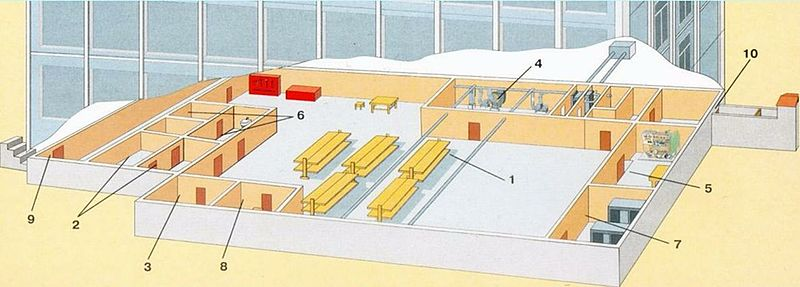
План сховища: 1 — приміщення для укриття людей; 2 — пункт управління; 3 — медичний пункт (може не влаштовуватися); 4 — фільтровентиляційна камера; 5 — приміщення дизельної електростанції; 6 — санітарний вузол; 7 — приміщення для ПММ і електрощитова; 8 — приміщення для продовольства (може не облаштовуватися); 9 — вхід з тамбуром; 10 — аварійний вихід з тамбуром.

Приміщення сховищ розділяються на основні (приміщення для укривання людей, тамбури-шлюзи, тамбури) допоміжні (приміщення для розміщення обладнання систем фільтровентиляції, електрозабезпечення, водозабезпечення і каналізації). В сховищах передбачаються захисні входи і виходи.
Норма площі підлоги основних приміщень для одної людини складає не менше 0,4–0,5 м², а використання сховищ у мирний час для виробничих потреб повинне становити не більше ніж 40 % загальної площі сховища. Об'єм приміщень на одну людину повинен бути не менше ніж 1,5 м³. Приміщення для укриття людей обладнують нарами для сидіння розміром 0,45×0,45 м, для лежання 0,55×1,8 м — на одну особу, ширина проходу між ними повинна бути 0,7–0,85 м, а ширина прохідного проходу в сховищі мусить бути 0,9–1,2 м.
Розміри приміщення для фільтровентиляційного обладнання визначаються його габаритами і площею необхідною для його обслуговування.
Дизельна електростанція розташовується біля зовнішньої стіни сховища і відділяється від інших приміщень негорючою стіною з величиною вогнестійкості, яка дорівнює 1 годині. Вхід у ДЕС зі сховища обладнується тамбуром з двома герметичними дверима, що відкриваються в бік сховища.
Санітарні вузли: для чоловіків — 1 унітаз і 1 пісуар на 150 чоловік; для жінок — 1 унітаз на 75 чоловік; один умивальник на кожні 200 чоловік, але не менше одного на санітарний вузол.
Під час проєктування та будівництва прагнуть до того, щоби фільтровентиляційна камера, санвузли та інші допоміжні приміщення посідали якнайменшу площу.

### Конструктивні рішення
Основними конструктивними елементами сховищ є: огороджувальні конструкції (зовнішні стіни, перекриття, фундаментна плита), внутрішні конструкції (стіни, колони), елементи входів і аварійних виходів, захисні устрої в проймах (захисні непроникні двері і віконниці), захисні устрої в технологічних проймах і вводах інженерних комунікацій.
Тримальні конструкції розраховуються на дію повітряної хвилі ядерного (звичайного) вибуху у відповідності з класом сховища. Маса 1 м огороджувальних конструкцій повинна бути для сховищ І—ІІІ класів не менш 1500 кг, а для інших класів не менш 1100 кг. В масу перекриття включається маса встановленого обладнання (не більш 200 кг на 1 м² займаної площі), а також маса шару ґрунту на перекритті. Залізобетонні перекриття вбудованих сховищ повинні мати термоізоляційний шар.
Входи в сховища і аварійні виходи. Вхід складається зі спуску сходів або пандусу, переднього тамбуру, тамбуру (тамбур-шлюзу) і вхідних отворів з дверми. Кількість входів залежить від місткості сховищ і кількості людей, що приходяться на один вхід. У разі місткості сховища до 300 осіб, допускається робити один вхід та аварійний евакуаційний вихід з висотою двері 1,8 м. Для забезпечення пропуску людей після сигналу цивільної оборони на закриття дверей при входах в сховище створюються одно- або двокамерні тамбури-шлюзи.
Захист входів та інших пройм в захисних спорудах цивільної оборони (сховищах і укриттях проти радіації) здійснюється шляхом встановлення типових захисних і герметичних дверей, воріт і ставень у відповідності з класом захисних споруд і місцем їх розташування та можливими надзвичайними ситуаціями.

### Герметизація і гідроізоляція
Герметизація сховищ виконується для недопущення проникнення всередину сховищ отруйних речовин, радіоактивного пилу, біологічних аерозолів, газоподібних продуктів горіння при пожежах і затікання повітряної ударної хвилі, а гідроізоляція — для запобігання проникненню ґрунтових і поверхневих вод.

### Вентиляція і опалення
Сховища обладнуються механічними системами припливної і припливно — витяжної вентиляції для підтримання допустимих теплових і вологих та газових параметрів повітря протягом всього часу перебування в них людей.
Система вентиляції сховищ повинна забезпечувати нормальну її роботу по режиму чистої вентиляції впродовж 48 годин і в режимі фільтровентиляції 12 годин.
У сховищах, що розташовані в зонах можливих масових пожеж або сильної загазованості території шкідливими речовинами від вторинних факторів, передбачається режим повної ізоляції з регенерацією внутрішнього повітря з розрахунковою тривалістю режиму протягом 6 годин. В систему вентиляції входять окремі забірні канали повітря для різних режимів, противибухові пристрої з розширювальними камерами, котрі встановлюються на забірних і витяжних каналах, фільтри проти пилу, фільтри-поглиначі, вентилятори, розвідна система, герметичні клапани, витяжний канал (у сховищах, які обладнані для роботи в режимі повної ізоляції, окрім того засоби регенерації) і теплоємний фільтр.
Сховища обладнуються центральним опаленням у вигляді самостійного відгалуження від загальної опалювальної мережі об'єкту або будинків і споруд.

### Водозабезпечення і каналізація
Для забезпечення водою сховище обладнується приєднаним до зовнішньої водопровідної мережі водопроводом. На вводі водопровідної мережі встановлюється запірна арматура. На випадок виходу з ладу зовнішніх водопровідних мереж, передбачаються ємності для надзвичайного запасу води.
У сховищах встановлюються промивні туалети з відведенням стічних вод у зовнішню каналізаційну мережу через самостійні випуски (самопливом або шляхом перекачування) зі встановленням засувки в середині сховища і аварійного резервуару для збирання нечистот.

### Електрозабезпечення і зв'язок
Електрозабезпечення сховища виконується від зовнішньої електричної мережі міста або суб'єкта господарської діяльності.
У сховищах великої місткості або на групу близько розташованих сховищ, встановлюється захисна дизельна електростанція (ДЕС) на випадок виходу з ладу зовнішнього джерела електрозабезпечення.
У сховищах без ДЕС використовуються місцеві джерела освітлення. Освітленість приміщень в цих випадках не нормується. Сховища повинні мати телефонний ввід і радіотрансляційну точку.